# Graby (województwo łódzkie)
Graby – wieś w Polsce położona w województwie łódzkim, w powiecie radomszczańskim, w gminie Gidle.

## Historia
W latach 1975–1998 miejscowość administracyjnie należała do województwa częstochowskiego.